# Кульчицька Тетяна Володимирівна (педагог)
Тетяна Володимирівна Кульчицька (нар. 10 листопада 1976, м. Червоноград, УРСР, СРСР) — український педагог, учитель вищої категорії, учитель-методист. Заслужений вчитель України (2016).

## Життєпис
Тетяна Кульчицька народилася 10 листопада 1976 року в місті Червоноград Львівської області України.
Закінчила Тернопільський державний педагогічний університет (1999).
У 1999 році працювала вихователем Тернопільської обласної школи-інтернату для дітей зі зниженим слухом. З 2000 року працює вчителем історії та правознавства у Тернопільській спеціалізованій школі № 7 з поглибленим вивченням іноземних мов. 
Досвідом роботи ділилася на всеукраїнському семінарі у рамках Школи педагогічної майстерності «Педагогічний стартап», обласних курсах підвищення кваліфікації вчителів, міських методичних об’єднаннях, семінарах.

## Доробок
Публікації:
- «Гендерна грамотність як складова розвитку демократичного громадянського суспільства»,
- «Роль навчально-виховного процесу у формуванні комунікативної компетентності особистості»,
- «Формування культури здоров’я — один із головних аспектів виховання особистості»,
- «Новації в сучасній історичній науці»,
- «Здоров’язберігаюча компетентність як складова компетентнісного підходу до формування особистості сучасного демократичного суспільства»,
- розробки уроків у фахових журналах.

## Відзнаки
- Заслужений вчитель України (2016),
- Почесні відзнаки Тернопільської міської ради та міського голови м. Тернополя,
- грамоти Тернопільської облдержадміністрації та Профспілки працівників освіти і науки м. Тернополя.